# Janine Lindemulder
Janine Marie Lindemulder (født 14. november 1968 i La Mirada, Californien), er en amerikansk pornoskuespiller og erotiks danser. Hun er bedste kendt for sin medvirkende i amerikanske pornofilm i midten af 1990'erne og hendes comeback i 2004 og 2005. Lindemulder har desuden medvirket i to Blink-182 musikvideoer, og var også modellen på albummet coveret Enema of the State i 1999.
Hun blev model for Penthouse magasinet i december 1987. Hendes første rolle fik hun i 1992 i Hidden Obsessions. I 1999 forlod hun pornoindustrien, for at blive pædagog i en børnehave. I april 2004 gjorde hun comeback. Hendes seneste film er Janine Loves Jenna (2007), hvor hun spiller sammen med Jenna Jameson.

## Priser
- 1994 XRCO Award for Best Girl-Girl Scene – Hidden Obsessions
- 1994 AVN Award for Best All-Girl Sex Scene – Hidden Obsessions
- 1997 AVN Award for Best Tease Performance – Extreme Close-Up
- 2000 AVN Award for Best All-Girl Sex Scene – Seven Deadly Sins
- 2000 AVN Award for Best Supporting Actress – Seven Deadly Sins
- 2006 AVN Award for Best All-Girl Sex Scene – Pirates
- 2006 XRCO Award for MILF of the Year
- 2007 AVN Award for Best Sex Scene Coupling – Emperor